# Wohnrod
Wohnrod ist ein Gemeindeteil der Gemeinde Fellen im unterfränkischen Landkreis Main-Spessart in Bayern.

## Geographie
Das Dorf liegt umgeben von Wäldern im Tal des Wohnroder Baches auf 290 m ü. NN auf der Gemarkung von Fellen.

## Geschichte
Im Jahre 1862 wurde das Bezirksamt Gemünden am Main gebildet, auf dessen Verwaltungsgebiet Wohnrod lag. 1872 wurde das Bezirksamt Gemünden ins Bezirksamt Lohr am Main eingegliedert. Erst 1902 wurde das Bezirksamt Gemünden wieder neu gebildet. 1939 wurde wie überall im Deutschen Reich die Bezeichnung Landkreis eingeführt. Wohnrod gehörte nun zum Landkreis Gemünden am Main (Kfz-Kennzeichen GEM). Mit Auflösung des Landkreises Gemünden im Jahre 1972 kam Wohnrod in den neu gebildeten Landkreis Main-Spessart (Kfz-Kennzeichen KAR, ab 1979 MSP).